# Carter (film)
Carter (Get Carter) è un film del 1971 scritto e diretto da Mike Hodges con protagonista Michael Caine.
Il film è basato su di un racconto del 1969 di Ted Lewis, Jack's Return Home, a sua volta ispirato alla vita reale di un bandito assassino del nord est dell'Inghilterra.
Il film fu la prima regia di Hodges, che ne scrisse anche la sceneggiatura. Le riprese durarono otto mesi, con esterni girati a Newcastle upon Tyne e Gateshead in appena quaranta giorni. Il film venne prodotto da Michael Klinger e distribuito dalla MGM.
Nel 2000 ne è stato realizzato un remake intitolato La vendetta di Carter con protagonista Sylvester Stallone.

## Trama
Il gangster Jack Carter, trasferitosi a Londra per lavorare alle dipendenze del boss mafioso Gerald Fletcher, apprende la notizia della morte del fratello e ritorna alla natia Newcastle per partecipare al suo funerale. Frank, il fratello, è morto in quello che sembra un incidente d'auto causato dal suo stato d'ebrezza. Però Jack sospetta che sia stato ucciso e cerca di indagare per scoprire la verità. Dopo aver affittato una piccola stanza in una pensione, Jack ristabilisce i contatti con la sua famiglia. Dopo che Jack inizia a chiedere in giro notizie dell'incidente, mafiosi di gang rivali lo minacciano e lo invitano a lasciare la città al più presto, ma lui li attacca violentemente. Quando costringe uno dei mafiosi a rivelargli il nome di chi sia coinvolto nella morte di suo fratello, gli viene detto il nome "Brumby".
Cliff Brumby è un mafioso senza scrupoli con interessi nel giro del gioco d'azzardo locale. Dopo averlo approcciato, Jack capisce che gli scagnozzi gli hanno dato il nome di Brumby solo per sviare le sue indagini e per scoraggiare la sua ricerca della verità. In assenza di Jack, gli scagnozzi mafiosi ritornano e attaccano la padrona della pensione dove aveva preso alloggio Carter. La mattina seguente Fletcher manda due forzuti mafiosi a prendere Jack per riportarlo a Londra, ma Jack li ricaccia via a colpi di fucile e fugge. Il fatto che così tanta gente lo voglia fuori da Newcastle non fa che rafforzare i suoi sospetti.
Jack si incontra con Brumby al Trinity Centre Multi-Storey Car Park. Brumby identifica Kinnear come l'assassino di Frank e offre a Jack 5000 sterline per ucciderlo, ma Jack rifiuta. Jack scopre che sua nipote Doreen, figlia di Frank, ha partecipato ad un film pornografico amatoriale girato nell'appartamento di Kinnear, e diventa furioso. Qualche indizio lascia intendere che Doreen sia in realtà la figlia di Jack, nata da una relazione illecita con la moglie del fratello. Jack conclude che Frank era venuto a conoscenza del filmino porno ed era stato ucciso prima che potesse denunciarne i produttori.
La successiva vendetta di Jack si rivela brutale e spietata. Jack uccide tutti i suoi nemici senza rimorso alcuno. Particolarmente brutale è l'omicidio di Margaret, un'avvenente prostituta che viene uccisa con una letale iniezione di eroina e lasciata nuda nel giardino della villa di Kinnear. Jack poi chiama la polizia avvertendo che nella casa si sta svolgendo un party selvaggio. L'arresto distrugge definitivamente quel che restava della reputazione di Kinnear.
In seguito Jack si occupa dell'ultimo assassino di suo fratello, lo costringe a scolarsi una intera bottiglia di whisky prima di ucciderlo freddamente.
Infine, felice per aver portato a compimento la sua vendetta, lo stesso Jack viene ucciso, colpito a morte da un cecchino prezzolato conosciuto solo con la lettera "J", che era stato contattato da Kinnear la sera precedente. Il film finisce con una inquadratura del corpo di Carter lambito dalle onde del mare sulla spiaggia.

## Curiosità
- Il celebre disco degli Human League, Dare contiene una traccia che reinterpreta il Get Carter theme.
- Gli Stereolab hanno reinterpretato il motivo di Roy Budd, compositore della colonna sonora originale del film, sul loro album Aluminum Tunes, Volume 2, intitolando la loro versione Get Carter, al posto del vero titolo della composizione, Main Theme (Carter Takes A Train).
- La rock band Finlandese Laika & the Cosmonauts ha fatto una cover del tema del film sul loro album del 1995 The Amazing Colossal Band.
- Geraldine Moffat è la madre dei fratelli Sam & Dan Houser, fondatori della Rockstar Games.

## Riconoscimenti
Nel 1999 il British Film Institute l'ha inserito al 16º posto della lista dei migliori cento film britannici del XX secolo.